# Диспрозій
Диспрозій (лат. Dysprosium) — хімічний елемент з атомним номером 66, лантаноїд.
Хімічний елемент, символ Dy, атомний номер 66, атомна маса 162,5, електронна конфігурація [Xe]4f106s2; період 6, f-блок (лантаноїд). Найхарактернішим є ступінь окиснення +3, зустрічається також +4 (Cs3DyF7).
Проста речовина — диспрозій. Метал, температура плавлення 1409 °С, температура кипіння 2562 °С, густина 8,5 г/см³.

## Історія
У 1886 французькому хіміку Лекок де Буабодрану
вдалося ізолювати оксид диспрозію із зразка оксиду гольмію. Однак в той час його прийняли за складну речовину. Тільки з використанням спектроскопії виявилось що це новий елемент.

У 1906 році Ж. Урбан отримав металевий диспрозій.
Назва походить від грец. δυσπροσιτος — важкодоступний.

## Отримання
Елементарний Диспрозій отримують відновленням DyCl3 або DyF3 кальцієм, натрієм або літієм. Після дистиляції у високому вакуумі отримують високочистий Dy.

## Властивості

### Фізичні
Модуль всебічного стиску: адіабатичний — 41,1 ГПа, ізотермічний — 39 ГПа.
Коефіцієнт теплового розширення (монокристала вздовж головної осі) — 16,6×10−6, у перпендикулярному напрямку — 6,0×10−6, у полікристала — 8,6×10−6.
Модуль Юнга — 63,08 ГПа. Границя міцності — 0,263 ГПа (при відносному видовженні — 6 %).  Модуль зсуву — 25 ГПа.
Твердість за Віккерсом — 42 HV.
Питомий опір монокристала вздовж головної осі — 77,4×10−8 Ом·м, у перпендикулярному напрямку — 100,3×10−8 Ом·м, у полікристала — 91×10−8 Ом·м.
Температурний коефіцієнт електричного опору — 1,19×10−3 К−1.
За кімнатної температури — парамагнетик. При охолоджені до 178,5 К (точка Нееля) перетворюється на гелікоїдний антиферомагнетик, а при подальшому охолоджені до 86 К (точка Кюрі)  — у колінеарний феромагнетик.
Магнітна сприйнятливість — 1,28 у одиницях СІ.
Швидкість звуку — 2710 м/с.
Переріз поглинання теплових нейтронів — 1050 барн.

### Алотропні форми
Існує дві алотропні модифікації диспрозію.
α-диспрозій, має гексагональну щільноупаковану ґратку з параметрами a=3,591 Å, c=5,649 Å.
β-диспрозій існує у вузькому температурному проміжку від 1661 К до 1681 К (температура плавлення). Він має об'ємноцентровану кубічну ґратку з параметром a=3,98 Å.

### Хімічні
Диспрозій повільно, а при температурі вище 150 °C активно реагує з киснем повітря з утворенням диспрозій (ІІІ) оксиду:
4 Dy + 3 O2 → 2 Dy2O3
Повільно реагує з водою, однак реакція пришвидшується при нагріванні з утворенням гідроксиду:
2 Dy + 6 H2O → 2 Dy(OH)3 + 3 H2
Диспрозій реагує з галогенами:
2 Dy + 3 F2 → 2 DyF3 [сіль зеленого кольору ]
2 Dy + 3 Cl2 → 2 DyCl3 [сіль білого кольору]
2 Dy + 3 Br2 → 2 DyBr3 [сіль білого кольору ]
2 Dy + 3 I2 → 2 DyI3 [сіль зеленого кольору ]
Sm реагує з розбавленими кислотами з утворенням Dy(III) іона який забарвлює розчин у жовтий колір (існує як [Dy(OH2)9]3+ аквакомплекс)
2 Dy + 3 H2SO4 → 2 Dy3+ + 3 SO2−
4 + 3 H2↑

## Ізотопи
Природній диспрозій складається з семи різних ізотопів. Всі вони стабільні.
| Масове число | Частка у природному диспрозії | Період напіврозпаду |
| ------------ | ----------------------------- | ------------------- |
| 156          | 0,056 %                       | ∞                   |
| 158          | 0,095 %                       | ∞                   |
| 160          | 2,329 %                       | ∞                   |
| 161          | 18,889 %                      | ∞                   |
| 162          | 25,475 %                      | ∞                   |
| 163          | 24,896 %                      | ∞                   |
| 164          | 28,260 %                      | ∞                   |

Загалом відомо 38 ізотопів диспрозію з масовими числами від 139 до 169, 7 з яких — метастабільні. З нестабільних ізотопів, найбільші періоди напіврозпаду мають Dy154 (3 мільйони років) і Dy159 (144 дня).

## Використання
Майже 90 % усього видобуваного в світі диспрозію йде на виготовлення постійних магнітів. Неодимові магніти — надзвичайно сильні, легкі і компактні, знаходять широке застосування у багатьох галузях. Проте такі магніти швидко втрачають свою потужність при підвищенні температури (приблизно на 0,11 % за градус), і вже при 80 °C повністю розмагнічуються. Додавання 3–6 % диспрозію в такі магніти значно покращує їх стійкість до високих температур. Такі магніти широко використовуються для виробництва електромобілів, вітряних турбін, потягів на магнітній підвісці тощо.
Іншим важливим застосунком диспрозію є матеріал Terfenol-D, що має найсильніші магнітострикційні властивості. Він знаходить застосунок у вимірювальних перетворювачах, механічних резонаторах, високоточних інжекторах.
Металокерамічні композити з нікелю і оксиду диспрозію добре поглинають теплові нейтрони і використовуються у ядерній енергетиці.
Оксид диспрозію використовується як допант при виготовленні спеціалізованих електричних компонентів.
Йодид диспрозію використовується у металгалогенових лампах білого світла.
Диспрозій використовувався для покриття деяких CD-дисків.
Фосфід диспрозію — напівпровідник, що використовується у лазерних діодах.